# La zona grigia
The Grey Zone è un film del 2001 scritto e diretto da Tim Blake Nelson e interpretato da David Arquette, Steve Buscemi, Harvey Keitel, Mira Sorvino e Daniel Benzali. È basato sul libro Auschwitz: A Doctor's Eyewitness Account scritto dal Dr.Miklós Nyiszli.
Il titolo deriva da un capitolo del libro I sommersi e i salvati dal sopravvissuto all'Olocausto Primo Levi.  Il film racconta la storia del Sonderkommando XII ebreo nel campo di sterminio di Auschwitz nell'ottobre del 1944. Questi prigionieri erano incaricati di aiutare le guardie del campo a guidare le loro vittime alle camere a gas e poi a smaltire i loro corpi nei forni.

## Trama
È la vera storia del Dott. Miklós Nyiszli, un ebreo ungherese scelto da Josef Mengele come capo patologo ad Auschwitz. Nyiszli faceva parte dei Sonderkommando di Auschwitz, una squadra speciale formata da prigionieri ebrei piazzati dai nazisti per aiutarli nello sterminio degli altri ebrei, in cambio di alcuni privilegi.
Il film si apre nell'ottobre del 1944, nel campo di sterminio di Auschwitz-Birkenau. Un piccolo gruppo di Sonderkommando, prigionieri incaricati di smaltire i corpi di altri prigionieri morti, sta pianificando un'insurrezione che, sperano, distruggerà almeno uno dei quattro crematori e camere a gas del campo. Ricevono armi da fuoco da cittadini polacchi nel villaggio vicino e polvere da sparo dalla fabbrica di munizioni dell'UNIO; le prigioniere che lavorano nell'UNIO stanno contrabbandando la polvere nel campo degli uomini tra i corpi dei loro lavoratori morti. Quando l'attività delle donne viene finalmente scoperta dai tedeschi, vengono torturate selvaggiamente, ma non rivelano il complotto. Un medico ebreo-ungherese, Miklós Nyiszli, che lavora per il medico nazista Josef Mengele in un laboratorio medico sperimentale, ha ricevuto il permesso da Mengele di visitare sua moglie e sua figlia nel campo di lavoro femminile. Nyiszli è preoccupato per la sicurezza della sua famiglia e crede che gli ordini di Mengele li terranno lontani dalle camere a gas.
Un nuovo treno carico di prigionieri ebrei ungheresi arriva e viene inviato alle camere a gas. Mentre al gruppo vengono date istruzioni su come "deludere", un uomo spaventato e arrabbiato nel gruppo inizia a gridare domande a uno dei Sonderkommando, Hoffman, che ha emesso le istruzioni. Hoffman lo picchia a morte in uno sfogo di frustrazione, per far smettere di parlare l'uomo. Dopo la gasazione di questo gruppo, un Hoffman gravemente scosso trova una giovane ragazza viva sotto un mucchio di corpi. La rimuove dalla camera e dopo aver informato il leader dell'insurrezione, Schlemmer, la porta in un magazzino e convoca Nyiszli, che la rianima. Il gruppo decide di nasconderla nel campo per bambini. Mentre i prigionieri la nascondono in uno spogliatoio, l'SS Oberscharführer Eric Muhsfeldt entra improvvisamente. Notando che uno dei prigionieri presenti, Abramowics, è lì illegalmente, gli spara, spingendo la ragazza a urlare e ad essere scoperta. Nyiszli porta Muhsfeldt fuori e gli racconta della rivolta, ma non può dirgli dove o quando inizierà. Muhsfeldt accetta di proteggere la ragazza dopo che la rivolta è stata soppressa.
Inizia l'insurrezione e il crematorio IV viene distrutto con gli esplosivi di contrabbando. Tutti i prigionieri del Sonderkommando che sopravvivono alle esplosioni e agli scontri a fuoco con le SS vengono catturati. Sono tenuti in vita fino a quando l'incendio nel crematorio non viene estinto, dopo di che vengono uccisi. Hoffmann e un compagno di Rosenthal, concludono che la ragazza non sarà liberata dopo essere stata costretta ad assistere alle esecuzioni. Dopo che tutti i prigionieri sono stati uccisi, alla ragazza è permesso fuggire verso il cancello principale del campo. Prima che possa correre molto lontano, Muhsfeldt estrae la pistola e le spara. Il film si chiude con una voce fuori campo recitata dalla ragazza morta.